# Jacques Mousnier-Buisson
Pour les articles homonymes, voir Mousnier.
Jacques Mousnier-Buisson est un homme politique français né et baptisé paroisse Saint-Pierre-du-Queyroix le 6 mai 1766 à Limoges (Haute-Vienne) et décédé le 28 avril 1831 rue Taranne à Paris 10e.

## Biographie
Avocat à Limoges au moment de la Révolution, bâtonnier du barreau de Limoges, il est juge suppléant à la cour criminelle de Limoges sous le Premier Empire, puis devient président de chambre en 1816 et procureur général à Bourges en 1821 et conseiller à la Cour de cassation en 1826. Officier de la Légion d'honneur.
Il est élu député de la Haute-Vienne en 1815, siégeant dans la minorité ministérielle de la Chambre introuvable et restera député  jusqu'en 1830 et fut Président du Conseil général de la Haute-Vienne du 29 avril 1817 au 8 septembre 1829.

## Sources
- « Jacques Mousnier-Buisson », dans Adolphe Robert et Gaston Cougny, Dictionnaire des parlementaires français, Edgar Bourloton, 1889-1891 [détail de l’édition]